# Ист Моричиз (Њујорк)
Ист Моричис (енгл. East Moriches) насељено је место без административног статуса у америчкој савезној држави Њујорк.

## Демографија
По попису из 2010. године број становника је 5.249, што је 699 (15,4%) становника више него 2000. године.
| Група             | 2000.         | 2010.         |
| Белци             | 4.128 (90,7%) | 4.742 (90,3%) |
| Афроамериканци    | 72 (1,6%)     | 76 (1,4%)     |
| Азијати           | 66 (1,5%)     | 47 (0,9%)     |
| Хиспаноамериканци | 235 (5,2%)    | 312 (5,9%)    |
| Укупно            | 4.550         | 5.249         |